# Marguerite Long
Marguerite Long   (Nimes, 13 de novembre de 1874 - París, 13 de febrer de 1966) nom artistic de Marguerite Marie Charlotte Long, fou una pianista i professora francesa. Pianista de renom internacional, va destacar en el repertori francès de l'època moderna, però també en Chopin i els romàntics. Va fundar el concurs internacional "Long-Thibaud" amb Jacques Thibaud.

## Biografia
Vida privada

Marguerite Long era filla de Pierre Long i Anna Théron. La seva germana gran, Claire, va ser nomenada professora de piano al Conservatori de Nimes als 17 anys.
Théodore Dubois, professor del Conservatori de París, la va observar durant una de les seves gires al Conservatori de Nimes, quan només tenia 12 anys. Gràcies a ell va ser admesa al Conservatori de París. Després d'obtenir un primer premi de piano als quinze anys, esdevé alumna d'Anton-François Marmontel.
El 28 de febrer de 1893 va debutar en concert a París, als 19 anys. La seva carrera, però, es va veure frenada per la manca de gust en els cercles musicals de l'època per als solistes virtuosos i pels prejudicis socials que neguen a les dones qualsevol capacitat creativa. No va tornar a actuar en públic fins al 1903, als "Concerts Lamoureux".
El 1906 es va casar a París amb el musicòleg Joseph de Marliave, conegut sobretot pel seu treball sobre els quartets de Beethoven, estretament vinculat a Gabriel Fauré, que va introduir Marguerite al món de la famosa "música francesa de principis de segle". El 1914, el seu marit va morir a la guerra, ella volia aturar la seva carrera musical però Claude Debussy la va tornar a posar al piano oferint-se a treballar directament amb ell. Per tant, serà una important depositaria de l'obra de Debussy.
Va morir el 13 de febrer de 1966 a casa seva, al número 16 de l'avenue de la Grande Armée, al 17è districte de París i el seu funeral va tenir lloc a l'església de Saint-Ferdinand des Ternes. Està enterrada al cementiri de Saint-Baudile a Nîmes.

## Carrera
Marguerite Long es dedica a la docència; El 1926 va ser nomenada ajudant al Conservatori de París, on va impartir classes fins al 1940.
Després de la mort de Debussy el 1918, es va posar al servei de la música de Maurice Ravel, que ja era el seu amic. Va crear Le Tombeau de Couperin per retre homenatge als seus amics que van morir en la batalla. La sisena i última peça, Toccata, està dedicada al seu marit, Joseph de Marliave. L'11 d'abril de 1919 va crear la "Independent Music Society". El 1920, després de la mort de Louis Diémer, va tornar a classe al Conservatori i va fundar la seva pròpia escola de música.
A partir de 1921, també va donar classes a l'École Normale de Musique de París, fundada el 1919 per Alfred Cortot i Auguste Mangeot. A poc a poc es va configurant un mètode didàctic basat en el treball de les digitacions, en la pràctica de les escales i, sobretot, en la posició arrodonida de la mà sobre el teclat, amb l'objectiu d'aconseguir aquest joc nacrat tan característic dels francesos. escola de piano. Joseph de Marliave. L'11 d'abril de 1919 va crear la "Independent Music Society". El 1920, després de la mort de Louis Diémer, va tornar a classe al Conservatori i va fundar la seva pròpia escola de música.
A partir de 1921, també va donar classes a l'École Normale de Musique de París, fundada el 1919 per Alfred Cortot i Auguste Mangeot. A poc a poc es va configurant un mètode didàctic basat en el treball de les digitacions, en la pràctica de les escales i, sobretot, en la posició arrodonida de la mà sobre el teclat, amb l'objectiu d'aconseguir aquest joc nacrat tan característic dels francesos. escola de piano. Durant tres mesos, va fer una gira per Europa el 1932, va crear (primera actuació) el Concert per a piano en sol major, que Ravel li va dedicar.
A partir de 1940, va actuar com a músic de cambra amb el violinista Jacques Thibaud. Va demanar al seu amic Jacques Thibaud que creés l'any 1943 el concurs que portaria el seu nom i al qual es va dedicar fins a la seva mort el 1966. Va ser el Concurs Internacional Long-Thibaud al qual van dedicar part de la seva carrera. Va presidir la Fundació Maurice Ravel de 1955 a 1966.
La reconeguda professora, Marguerite Long compta entre els seus alumnes a Cemal Resit Rey, Samson François, Setrak, Lucette Descaves, Annie d'Arco, Pía Sebastiani, Bruno Leonardo Gelber, Harry Datyner, François Cholé, Ventsislav Yankoff, Claude Kahn, Éliane Richepin, Yvonne Lefébure, Jacques Février, Nicole Henriot, Ada Cecchi, mare de les pianistes Katia i Marielle Labèque, etc.
Va ser amiga en particular de Gabriel Fauré, Claude Debussy, Pierre Vellones i Maurice Ravel, que van romandre els grans noms del seu repertori al llarg de la seva vida. Ravel, que la tenia molt estimada, li va dedicar el seu Concert en sol que va crear el gener de 1932 i que va presentar per tot Europa.

## Discografia
Marguerite Long va començar a gravar durant l'era de les 78 rpm, però la seva discografia és menys rica que la de Jacques Thibaud. Chopin, Debussy i Fauré són dels compositors que més ha gravat.
Hi ha un enregistrament del Concerto en sol de Ravel de Marguerite Long, el mateix compositor dirigint l'Orchestre des Concerts Lamoureux l'abril de 1932. Malauradament, avui dia hi ha molt poques obres enregistrades per Marguerite Long disponibles en disc compacte. Podem citar el Primer Concert per a piano de Darius Milhaud, sota la direcció del compositor.
Els enregistraments de Marguerite Long que s'enumeren a continuació es van fer a 78 rpm per Columbia, tret que s'indiqui el contrari. Les dates d'enregistrament s'indiquen quan es coneixen.
Beethoven

- Concerto n° 3; Orchestre de la société des Concerts du Conservatoire, dir. Felix Weingartner (10 juny 1939) - LFX 581-4.
- Concerto n° 5 "L'Empereur"; Orchestre de la Société des Concerts du Conservatoire, dir. Charles Munch - LFX 679-83. Chopin
- Fantaisie en fa mineur - D 13112-13.
- Valses op. 64 n° 3 et op. 70 n° 3 - LF7.
- Concerto en fa mineur; Orchestre de la Société des Concerts du Conservatoire, dir. Philippe Gaubert. Mazurka op.59 n° 3-D15236-9.
- Barcarolle - LFX 325.
- Scherzo n° 2 - LFX 513.
- Berceuse. Fantaisie-Impromptu
- Concerto pour piano en fa mineur; Orchestre de la Société des Concerts du Conservatoire, dir. André Cluytens (1953) - Pathé Marconi FC 25010, FCX 193.

Debussy

- La plus que lente - Jardins sous la pluie (1929) - LFX 24.
- Arabesques n° 1 et 2 (1930) - LF 55.

Fauré

- Impromptus n° 2 i 5 - LF26.
- Nocturne n° 6 i Barcarolle n° 2 - LFX 437.
- Barcarolle n° 6 i Nocturne n° 4 - LFX 567.
- Ballade pour piano et orchestre op. 19; Orchestre de la Société des Concerts du Conservatoire, dir. Philippe Gaubert (1931) - LFX 54-55.
- Quatuor avec piano n° 1 en ut mineur; Trio Pasquier: Jean (violí), Pierre (viola) i Etienne (violoncel). Enregistrat per Pathé Marconi en LP l'any 1956, vegeu més avall.
- Quatuor avec piano n° 2 en sol mineur; Jacques Thibaud (violí), Maurice Vieux (viola) i Pierre Fournier (violoncel) - La Voix de son maître DB 5103-6.
- Les Berceaux, op.23 n° 1; Ninon Vallin - LF 125.
- Quatuor avec piano n° 1 en ut mineur, op. 15 - FC 1057.
- Ballade; Orchestre de la Société des Concerts du Conservatoire, dir. André Cluytens (1954) - Angel 35 013.

Halffter

- Rhapsodie portugaise; Orchestre de la Société des Concerts du Conservatoire, dir. Charles Munch - LFX 629-30.

d'Indy

- Symphonie sur un chant montagnard; Orchestre Colonne, dir. Paul Paray - LFX 352-4.

Milhaud

- Concerto pour piano n° 1; Orchestre national, dir. Darius Milhaud. Avec Paysandu (extret de Saudades) i Alfama (extret de lAutomne) (1935) - LFX 375-6.

Mozart

- Concerto pour piano en la majeur, K 488; Orchestre de la Société des Concerts du Conservatoire, dir. Philippe Gaubert - LFX 408-10

Ravel

- Concerto pour piano en sol majeur; Orchestre des Concerts Lamoureux, dir. Maurice Ravel (liderat en realitat per Freitas-Branco, abril de 1932) - LFX 257-9; LX 194-6.
- Concerto avec piano en sol majeur; Orchestre de la Société des Concerts du Conservatoire, dir. Georges Tzipine (1954) - Angel 35 013.

D. Scarlatti

- Una desena d'obres, probablement enregistrades a finals dels anys 50 o principis dels 60 (manca informació sobre aquests enregistraments).

## Distincions
- Comandant de la Legió d'Honor, el 1938.
- Cavaller de l'Orde Nacional del Mèrit:l'any 1965, de la qual va ser la primera dona a assolir aquesta dignitat.
- Oficial de l'Orde de les Palmes Acadèmiques

## Escrits
- Le Piano, Salabert, 1959;
- Au piano avec Claude Debussy, Julliard, 1960 (en 1972);
- Al piano amb Gabriel Fauré, Julliard, 1963 ;
- La petite méthode de piano, Salabert, 1963;
- Al piano amb Maurice Ravel, Julliard, 1971 (traducció a l'anglès en 1973).